# Gunther Nitzsche

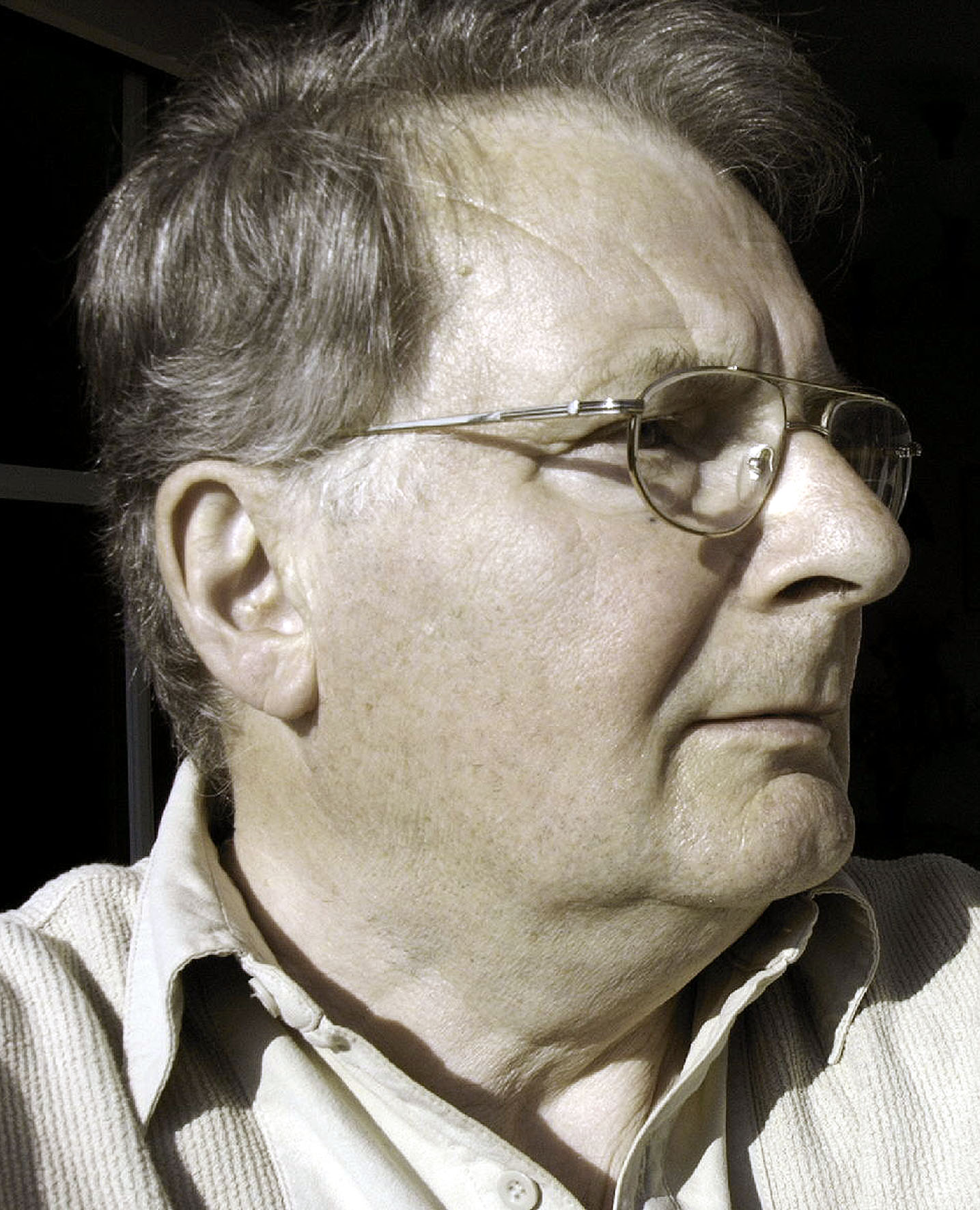
Gunther Nitzsche

Gunther Nitzsche (* 18. August 1936 in Bergen bei Adorf, Vogtland) ist ein deutscher Agrarwissenschaftler, Tierzüchter und Museumsleiter.

## Leben
Nach dem Abitur an der Oberschule Oelsnitz studierte Nitzsche von 1954 bis 1960 Agrarwissenschaften in Berlin und legte das Staatsexamen als Diplomlandwirt ab. 1969 promovierte er an der Humboldt-Universität in Berlin mit der Dissertation Eine experimentelle Studie über Genotyp-Umwelt-Interaktionen bei Schweinen. 1971 legte er die staatliche Tierzuchtleiterprüfung ab. Ab 1960 war er bis 1998 in der Forschungsstelle für Tierzucht Ruhlsdorf, dem WTZ für Schweinezucht Ruhlsdorf, der Lehr- und Versuchsanstalt für Tierzucht und Tierhaltung Ruhlsdorf/Groß Kreutz als wissenschaftlicher Assistent, Abteilungsleiter für Schweine und Kleintiere tätig.
Von 1960 bis 1972 leitete er die Rinderzucht und von 1966 bis 1968 war er auch Zuchtleiter der Landrassezucht (80 Zuchtsauen) in der Forschungsstelle. Er konzipierte und leitete den Neuzüchtungsprozess für die Rassen Leicoma und Schwerfurter Fleischrasse von 1969 bis zu deren staatlicher Anerkennung im Jahre 1986.

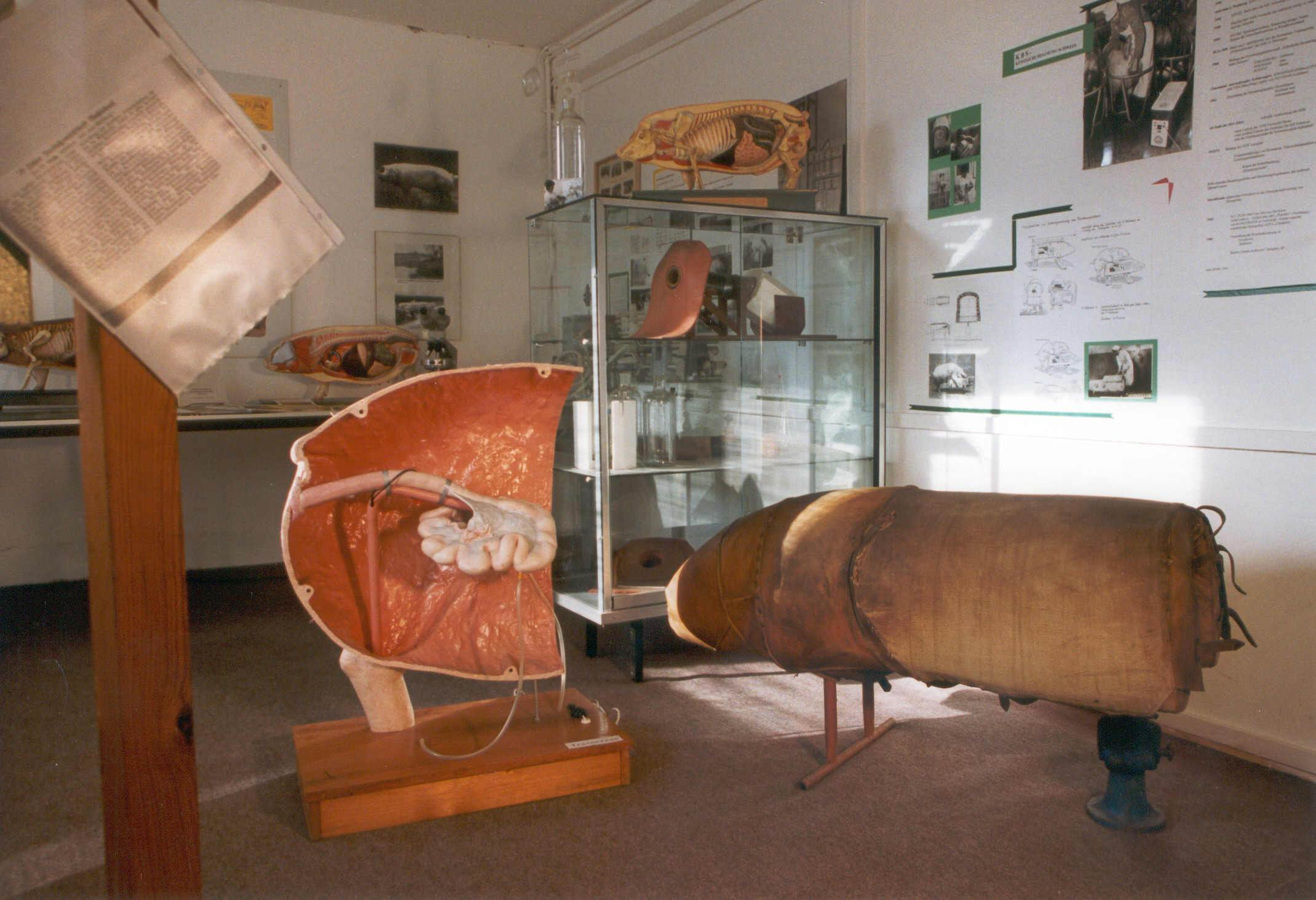
Blick in einen Ausstellungsraum über Künstliche Besamung im Deutschen Schweinemuseum

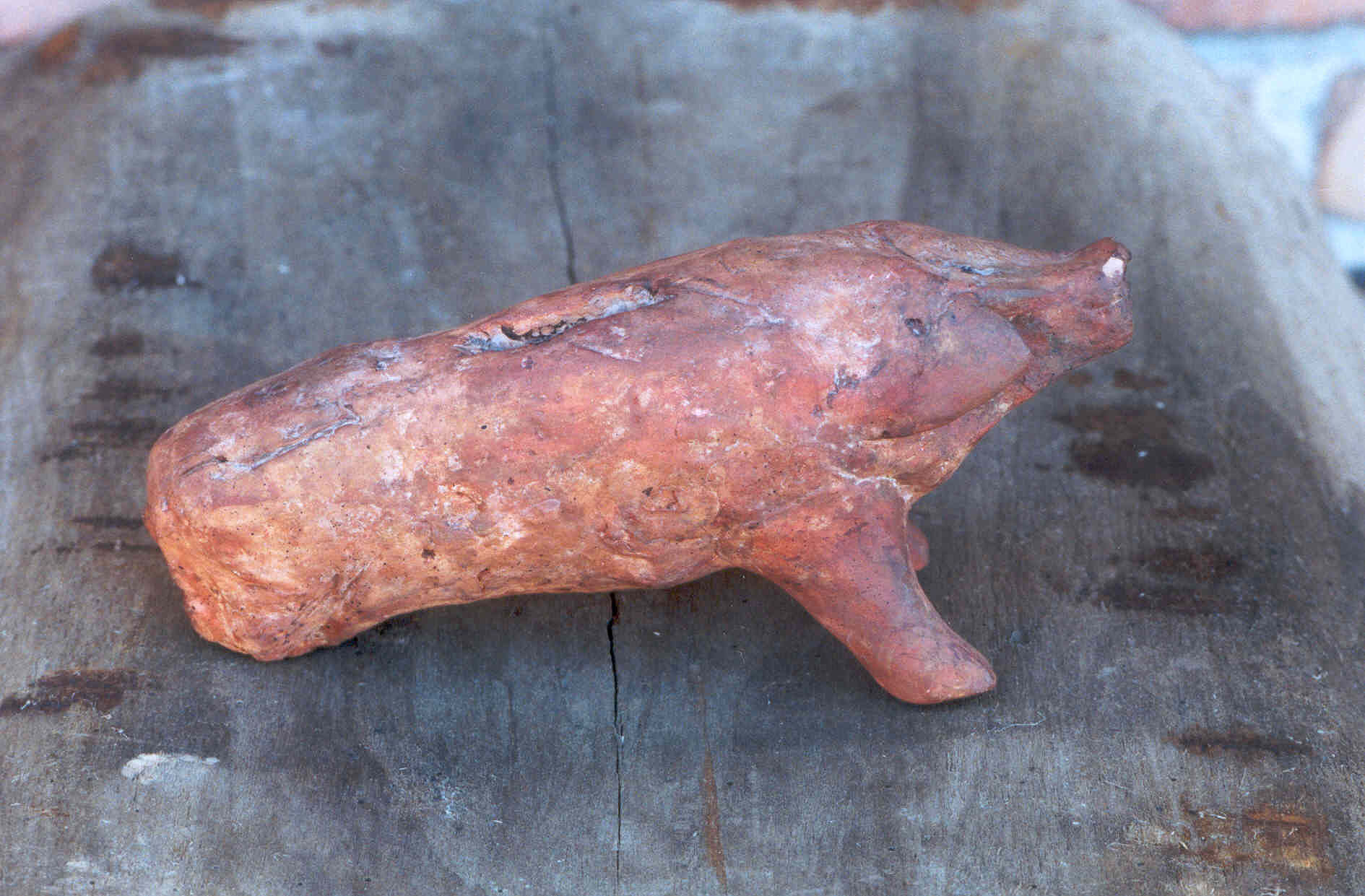
ältestes Sparschwein

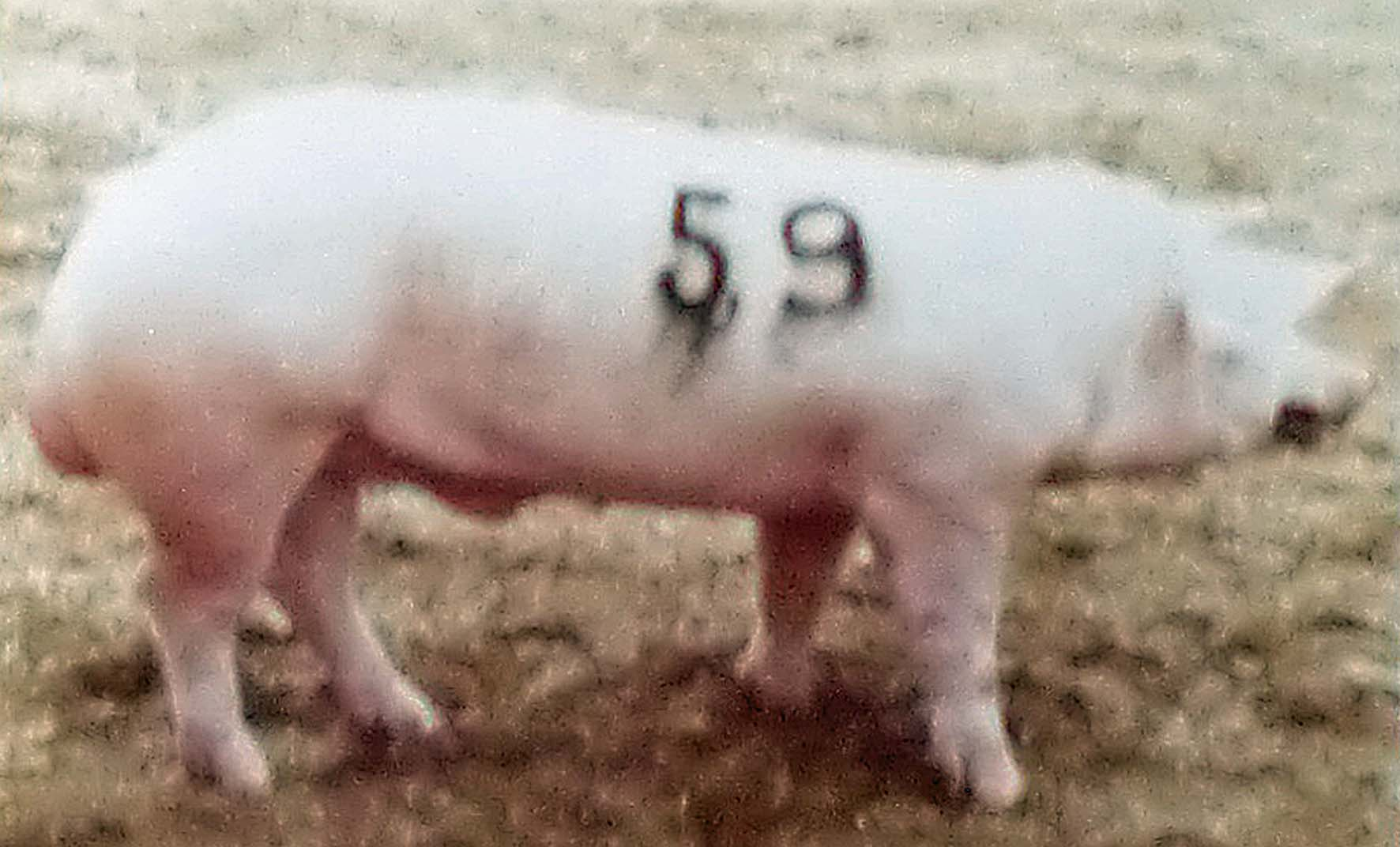
Eber der Schwerfurter Fleischrasse

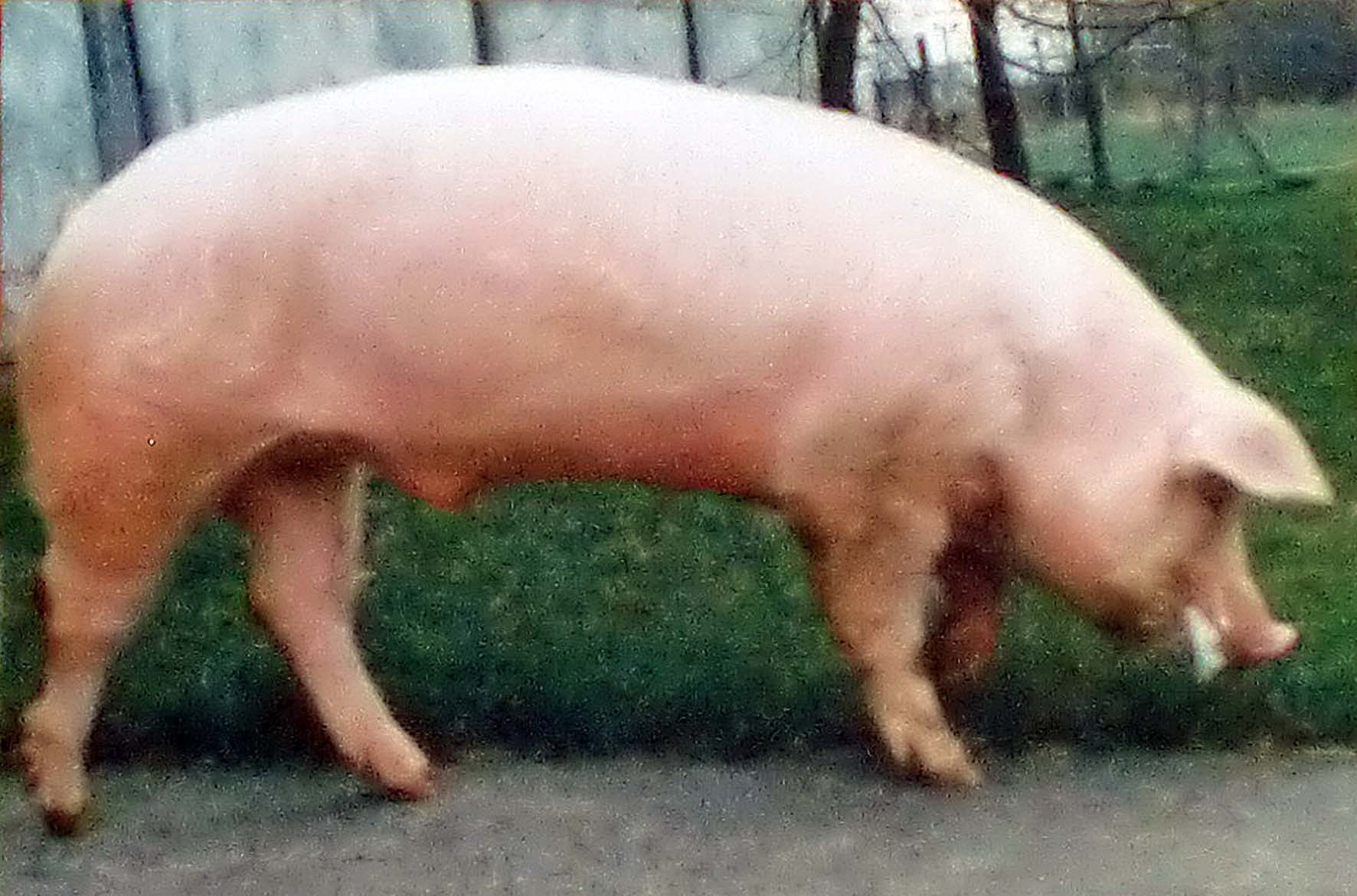
Leicoma-Eber

Nitzsche war Mitbegründer und ab 1993 langjähriger Leiter des Deutschen Schweinemuseums Ruhlsdorf, das er maßgeblich beeinflusste und zu einer einmaligen Einrichtung gestaltete, unter anderem durch zehn national und international beachtete Sonderausstellungen.

## Arbeitsgebiete
Seine Forschungen beschäftigten sich mit:
- Genotyp-Umwelt-Interaktionen
- Konzipierung und wissenschaftliche Begleitung der Neuzüchtungsprojekte Leicoma und Schwerfurter Fleischrasse
- wissenschaftliche Betreuung der Genreserven (Pietrain, Lacombe, Belgische Landrasse, Deutsches Sattelschwein, Niederländische Landrasse, Estnische Baconrasse, Lettische Große Weiße) in der DDR
- Züchtungsmethodik der Linien, synthetischen Linien und Genreserven
- Erstellung und Einsatzerprobung von Hybridebern
- Entwicklung von Zuchtprogrammen für Populationen und Zuchtbetriebe
- Hybridschweinzüchtung
- Weiterentwicklung der Methodik zur Testung der reproduktiven Fitness
- genetischer Hintergrund der spezifischen Abwehrlage gegen Krankheiten
- Mastschweinehaltung auf mit Bioaktivatoren behandelter Tiefstreu

## Schriften
- Eine experimentelle Studie über Genotyp-Umwelt-Interaktionen bei Schweinen. In: Wissenschaftliche Zeitschrift der Humboldt-Universität Berlin. 20, 1971, S. 415–429.
- Ergebnisse der Neuzüchtung der Linie 150. In: Tierzucht. 29, 1975, S. 199–201.
- Einfluss der Rasse bzw. genetischen Konstruktion auf das Finalprodukt im Hybridschweinezuchtprogramm der DDR. In: ZBORNIK referatov z II. mezdinarodnojeho sympozia St. Smokovece 11.-14.Oktober 1975.
- Züchtungsmethodik synthetischer fleischansatzbetonter Linien – abgeleitet aus der Züchtung der Linie 150. 1.-3. Mitt. In: Arch. Tierzucht. 24, 1981.
- Analyse der genetischen Bedingtheit der spezifischen Abwehrlage gegen Krankheiten beim Schwein. In: Arch. Tierzucht. 34, 1991, S. 323–330.
- Die Fitnessprüfung ganzer Würfe – eine Methode zur vergleichenden Prüfung von Schweine-Hybridkombinationen. In: Arch. Tierzucht. 36, 1993, S. 421–429.
- 85 Jahre organisierte Schweinezucht in Brandenburg, 1913–1998. Schweinezucht- und -produktionsverband Berlin-Brandenburg e.G., 1998.
- Unterm Glockenturm – Kindheitserinnerungen aus dem Vogtland. Selbstverlag, 2008.

## Ehrungen
Für seine Verdienste wurde Nitzsche 1998 mit der silbernen Ehrennadel des Zentralverbandes der Deutschen Schweineproduktion (ZDS) ausgezeichnet.